# Collegio uninominale Piemonte - 04 (2017)
Il collegio elettorale uninominale Piemonte - 04 è stato un collegio elettorale uninominale della Repubblica Italiana per l'elezione del Senato tra il 2017 ed il 2022.

## Territorio
Come previsto dalla legge elettorale italiana del 2017, il collegio era stato definito tramite decreto legislativo all'interno della circoscrizione Piemonte.
Era formato dalla maggior parte del territorio del comune di Torino (zone Centro, Cavoretto, Vanchiglia, Aurora, Barca, Mirafiori Nord e Mirafiori Sud).
Il collegio era parte del collegio plurinominale Piemonte - 01.

## Eletti
| Elezione | Elezione | Senatore   | Partito             |
| -------- | -------- | ---------- | ------------------- |
|          | 2018     | Mauro Laus | Partito Democratico |

## Dati elettorali

### XVIII legislatura
Come previsto dalla legge elettorale, 116 senatori erano eletti con sistema a maggioranza relativa in altrettanti collegi uninominali a turno unico.
| Candidati              | Candidati            | Voti    | %     | Liste                    | Voti    | %     |
| ---------------------- | -------------------- | ------- | ----- | ------------------------ | ------- | ----- |
|                        | Mauro Laus ✔️ Eletto | 105 829 | 33,63 | Partito Democratico      | 83 028  | 26,39 |
| +Europa                | Mauro Laus ✔️ Eletto | 105 829 | 33,63 | 19 846                   | 6,31    |       |
| Italia Europa Insieme  | Mauro Laus ✔️ Eletto | 105 829 | 33,63 | 1 526                    | 0,48    |       |
| Civica Popolare        | Mauro Laus ✔️ Eletto | 105 829 | 33,63 | 1 429                    | 0,45    |       |
|                        | Paola Gobetti        | 104 804 | 33,31 | Lega                     | 52 568  | 16,71 |
| Forza Italia           | Paola Gobetti        | 104 804 | 33,31 | 39 424                   | 12,53   |       |
| Fratelli d'Italia      | Paola Gobetti        | 104 804 | 33,31 | 10 810                   | 3,44    |       |
| Noi con l'Italia - UDC | Paola Gobetti        | 104 804 | 33,31 | 2 002                    | 0,64    |       |
|                        | Giuseppe Mastruzzo   | 75 035  | 23,85 | Movimento 5 Stelle       | 75 035  | 23,85 |
|                        | Tullia Todros        | 17 518  | 5,57  | Liberi e Uguali          | 17 518  | 5,57  |
|                        | Mukendi Ngandu       | 4 595   | 1,46  | Potere al Popolo!        | 4 595   | 1,46  |
|                        | Luca Calcagnile      | 2 762   | 0,88  | CasaPound                | 2 762   | 0,88  |
|                        | Emanuele Lo Bue      | 1 969   | 0,63  | Il Popolo della Famiglia | 1 969   | 0,63  |
|                        | Carmela Cortese      | 873     | 0,28  | Italia agli Italiani     | 873     | 0,28  |
|                        | Rosalba Cammareri    | 717     | 0,23  | Partito Valore Umano     | 717     | 0,23  |
|                        | Aferdita Hajri       | 282     | 0,09  | Grande Nord              | 282     | 0,09  |
|                        | Felice La Rosa       | 271     | 0,09  | PRI - ALA                | 271     | 0,09  |
| Totale                 | Totale               | 314 655 | 100   |                          | 314 655 | 100   |
|                        |                      |         |       |                          |         |       |
| Voti non validi        | Voti non validi      | 10 315  | 3,17  |                          |         |       |
| Votanti                | Votanti              | 324 970 | 73,13 |                          |         |       |
| Elettori               | Elettori             | 444 380 |       |                          |         |       |